# Tommaso d'Amalfi
Tommaso d'Amalfi è una commedia musicale in due atti e venti quadri di Eduardo De Filippo, inserita dall'autore nella raccolta Cantata dei giorni dispari.

## Trama
L'azione si svolge a Napoli nel 1647. Un giovane pescivendolo, Tommaso d'Amalfi, detto Masaniello, provoca una rivolta contro gli esattori delle tasse per protestare contro il peso insostenibile del fisco Aragonese.
A seguito dell'estendersi dei moti rivoluzionari del popolo, il Viceré viene costretto a fare delle concessioni. Su consiglio del cardinale, il Viceré convoca Masaniello alla condizione che questi vesta alla moda dei cortigiani. Pur di poter parlare con il sovrano, Masaniello acconsente ed il popolo, tratto in inganno, pensa che il suo tribuno li abbia traditi. Il Viceré coglie questa occasione per spargere la voce che Masaniello è impazzito. Il popolo credendolo un traditore ne chiede la carcerazione. Le guardie del Viceré vanno però oltre e lo uccidono. Ma ai funerali il popolo comprende di essere stato imbrogliato dal Viceré e che il suo Masaniello era sempre stato uno di loro.

## Messa in scena
Lo spettacolo venne messo in scena per la prima volta nel 1963 con un cast che comprendeva Domenico Modugno, Giustino Durano, Franco Franchi e Ciccio Ingrassia. Si rivelò un fiasco nonostante Modugno, Franchi e Ingrassia fossero reduci dal grande successo della commedia musicale Rinaldo in campo.

## Musiche
Modugno scrisse anche le musiche dello spettacolo: le canzoni, con i testi scritti da Eduardo de Filippo, non furono pubblicate però in un album, ma uscirono nel corso degli anni in varie emissioni; per essere più precisi, ecco le pubblicazioni:
- 1964 - Tu si' 'o mare/Risveglio (45 giri, Fonit, SPM 31; entrambi i brani dalla commedia).
- 1971 - Con l'affetto della memoria (LP, RCA Italiana, PSL 10513; viene inserita le seguente canzone tratta dalla commedia: Scioscia popolo).
- 1997 Io, Domenico Modugno "Inedito" (CD, CGD East West, 3984-21417-2; vengono inserite le seguenti canzoni tratte dalla commedia: È bbello 'o mare (no, no, no) e E si presenta).